# Precious Angel
Pistes de Slow Train Coming
Gotta Serve Somebody Slow Train

Precious Angel est une chanson écrite par Bob Dylan qui est apparue pour la première fois sur son album de 1979 Slow Train Coming. Elle est également sortie en single aux Pays-Bas. « Precious Angel » est une chanson d'amour de style rock chrétien, sortie lors de sa période chrétienne born again. Le critique musical Michael Gray considère qu'il s'agit de l'un des morceaux les plus marquants de « Slow Train Coming ».
Elle a été incluse dans un certain nombre d'albums de compilation de Bob Dylan, dont l'album  Dylan (2007)  et « Playlist : The Very Best of Bob Dylan '70s ». Elle a été incluse dans la plupart des spectacles de la tournée Gospel de Dylan en 1979 et 1980, mais il ne l'a pas jouée en concert depuis lors. Elle a également été reprise par World Wide Message Tribe sur l'album « Heatseeker » de 1998,.

## Composition
Les auteurs Oliver Keys et John Nogowski louent particulièrement le jeu de guitare de Mark Knopfler sur cette chanson,.

## Thèmes
Lors d'un concert à Seattle le 14 janvier 1980, Dylan affirme que la chanson s'adresse à la femme qui l'a amené au christianisme,. Ceci est cohérent avec les paroles, en particulier dans le dernier couplet où Dylan fait référence à son ange libérateur comme à la torche qui l'a conduit à la plus grande lumière de Jésus. Le refrain peut être adressé à l'ange précieux ou à Jésus,,:
- « Shine your light, shine your light on me »  (Fais briller ta lumière, fais briller ta lumière sur moi)
- « Ya know I couldn't make it by myself » (Tu sais que je n'y arriverais pas tout seul)
- « I'm a little too blind to see » (je suis un peu trop aveugle pour voir)

Les paroles contiennent de nombreuses références bibliques,,. Le thème de la chanson semble être tiré de « 2 Corinthiens (4:4 à 4:6) », dans lequel la lumière du Christ est mise en contraste avec les ténèbres auxquelles sont confrontés ceux qui sont trompés par le diable. Le vers « Maintenant, il y a un combat spirituel, la chair et le sang se brisent » semble être un reflet d'un autre verset de « 2 Corinthiens (10:3) » qui déclare « Car, bien que nous marchions dans la chair, nous ne combattons pas selon la chair ». La ligne du refrain sur la cécité semble être influencée par un passage de l'Évangile de Jean dans lequel l'aveugle guéri par Jésus proclame que « Alors que j'étais aveugle, maintenant je vois ». La ligne d'ouverture du refrain peut être tirée du Livre d'Isaïe. 9:1, qui déclare « Le peuple qui marchait dans les ténèbres a vu une grande lumière ; ceux qui habitaient le pays de l'ombre de la mort, la lumière s'est levée ». Il rappelle également le refrain de la chanson précédente de Dylan « I Shall Be Released », dans laquelle Dylan a chanté la rédemption à travers une « lumière qui brille de l'ouest à l'est ». Une ligne de la chanson continue le thème de la chanson précédente de Slow Train Coming, « Gotta Serve Somebody », déclarant que « You either got faith or you got unbelief and there ain't no neutral ground » (Vous avez la foi ou vous avez l'incrédulité et il n'y a pas de terrain neutre). Dans un écho à des chansons antérieures telles que « Positively 4th Street », Dylan s'adresse plus tard à ses « soi-disant amis » qui sont « tombés sous le charme » tout en pensant que « tout va bien », leur ignorance faisant encore écho à Mr. Jones de la « Ballad of a Thin Man » de 1965",; Dylan demande,:
- « Can they imagine the darkness that will fall from on high » (Peuvent-ils imaginer les ténèbres qui tomberont d'en haut)
- « When men will beg God to kill them and they won’t be able to die? » (Quand les hommes supplieront Dieu de les tuer et qu'ils ne pourront pas mourir)

La notion d'un destin pire que la mort a encore une autre source biblique, cette fois-ci dans le Livre de l'Apocalypse (9:2), qui déclare : « En ces jours-là, les hommes chercheront la mort et ne la trouveront pas ; ils voudront mourir et la mort fuira loin d'eux ». Le quatrième couplet de la chanson s'adresse à une « sœur » qui a parlé de Bouddha et de Muhammad mais pas de Jésus. Le critique musical Paul Williams suggère qu'il s'agit d'une allusion à l'ex-femme de Dylan Sara pour l'avoir empêché d'apprendre l'existence de Jésus plus tôt.

### Identité de la femme
Il y a eu beaucoup de spéculations sur l'identité exacte de l'ange précieux dont parle la chanson. Il y a des indices qu'elle est noire, en particulier la phrase que lui et l'ange sont « couverts de sang, girl, you know our forefathers were slaves », faisant référence à l'esclavage en Égypte des ancêtres juifs de Dylan et à l'esclavage des Noirs aux États-Unis avant la Guerre de Sécession. Le biographe de Dylan Clinton Heylin a suggéré que l'identité de la femme était Mary Alice Artes, qui avait été convertie par le Vineyard Movement et avait ensuite aidé Dylan sur son chemin vers le christianisme, bien qu'après que Dylan ait commencé le voyage par lui-même.